# Napoléon empereur
Napoléon empereur est une statue de Philippe-Laurent Roland de 1807.

## Situation
La statue est dans une niche de la chapelle du collège des Quatre-Nations, sous la coupole où se réunissent les académiciens français.

## Description
La statue représente Napoléon Ier en pied, en tenue de sacre : il est vêtu d'un manteau d'abeilles, couronné de lauriers et porte la légion d'honneur à un collier d'aigles.
De sa main gauche, il tient un sceptre tandis que de l'autre il saisit des couronnes de laurier et des décorations d'un piédestal sur la face duquel est Minerve en bas-relief.

## Histoire
La statue a été commandée en 1805 par l'Institut. Elle fut réalisée par Philippe-Laurent Roland en 1807, alors que Napoléon Ier venait d'installer l'Institut de France dans le collège des Quatre-Nations, dont la chapelle avait été réaménagée en salle de séances des académies par Antoine Vaudoyer.

## Sculpteur
Philippe-Laurent Roland (1746-1816) est un sculpteur néo-classique français.